# Saint Cecilia and Pastor Lawrence
Saint Cecilia and Pastor Lawrence (jap. 白聖女と黒牧師 Shiro seijo to kuro bokushi) – manga autorstwa Hazano Kazutake, publikowana na łamach magazynu internetowego „Shōnen Magazine R” wydawnictwa Kōdansha od kwietnia 2017.
Na podstawie mangi studio Doga Kobo wyprodukowało serial anime, który emitowano od lipca do września 2023.

## Fabuła
Lawrence jest pastorem w niewielkim miasteczku słynącym z lokalnej świętej. Rolę tę pełni młoda dziewczyna imieniem Cecilia, która jest nie tylko elegancka i opanowana, ale także życzliwie dzieli się z wiernymi swoją mądrością. Jednak wszystko to jest jedynie grą pozorów, gdyż „święta” w rzeczywistości jest wielkim obibokiem, który często leniuchuje w kościele, a większość jej obowiązków przypada Lawrence’owi. Z czasem jednak relacja między nimi przeradza się w przyjaźń, a nawet coś więcej.

## Bohaterowie
- Cecilia (jap. セシリア Seshiria)

Seiyū: Hime Sawada 
- Lawrence (jap. ローレンス Rōrensu)

Seiyū: Kaito Ishikawa 
- Abel (jap. アベル Aberu)

Seiyū: Haruki Ishiya 
- Hazelita (jap. ヘーゼリッタ Hēzeritta)

Seiyū: Kanna Nakamura 
- Mel (jap. メル Meru)

Seiyū: Haruka Tomatsu 
- Rebecca (jap. レベッカ Rebekka)

Seiyū: Mai Nakahara 
- Eric (jap. エリック Erikku)

Seiyū: Makoto Koichi 
- Gieselbert (jap. ギーゼルベルト Gīzeruberuto)

Seiyū: Tomoaki Maeno 
- Frederica (jap. フレデリカ Furederika)

Seiyū: Reina Ueda 

## Manga
Pierwszy rozdział mangi został opublikowany 20 kwietnia 2017 w magazynie internetowym „Shōnen Magazine R”. Po zakończeniu publikacji magazynu seria została przeniesiona do serwisu „Gekkan Maga Kichi”, w którym ukazuje się od 20 stycznia 2023. Następnie wydawnictwo Kōdansha rozpoczęło zbieranie rozdziałów do wydań w formacie tankōbon, których pierwszy tom ukazał się 15 grudnia tego samego roku. Według stanu na 17 maja 2023, do tej pory wydano 12 tomów.
| Nr | Data wydania (język japoński) | ISBN (język japoński)  |
| -- | ----------------------------- | ---------------------- |
| 1  | 15 grudnia 2017               | ISBN 978-4-06-510598-6 |
| 2  | 15 czerwca 2018               | ISBN 978-4-06-511598-5 |
| 3  | 17 grudnia 2018               | ISBN 978-4-06-513827-4 |
| 4  | 17 czerwca 2019               | ISBN 978-4-06-515948-4 |
| 5  | 17 grudnia 2019               | ISBN 978-4-06-518029-7 |
| 6  | 17 czerwca 2020               | ISBN 978-4-06-519980-0 |
| 7  | 17 grudnia 2020               | ISBN 978-4-06-521785-6 |
| 8  | 17 czerwca 2021               | ISBN 978-4-06-523226-2 |
| 9  | 16 grudnia 2021               | ISBN 978-4-06-525795-1 |
| 10 | 16 czerwca 2022               | ISBN 978-4-06-527773-7 |
| 11 | 15 grudnia 2022               | ISBN 978-4-06-529747-6 |
| 12 | 17 maja 2023                  | ISBN 978-4-06-531391-6 |

## Anime
Adaptacja w formie telewizyjnego serialu anime została zapowiedziana w czerwcu 2022. Seria została wyprodukowana przez studio Doga Kobo i wyreżyserowana przez Sumie Noro. Scenariusz napisała Yuka Yamada, postacie zaprojektowała Hiromi Nakagawa, natomiast muzykę skomponowała Ruka Kawada. Premiera serialu była zaplanowana na kwiecień 2023, jednakże z powodu pandemii COVID-19 została przesunięta na 13 lipca. Ostatni odcinek wyemitowano 28 września 2023. Motywem otwierającym jest „Koi sekai” (jap. コイセカイ) autorstwa ClariS, końcowym zaś „Toko Siesta” (jap. トコシエスタ) w wykonaniu Sasanomaly. Prawa do dystrybucji serii poza Azją nabył Crunchyroll.

## Odbiór
Recenzując pierwszy tom mangi, Rebecca Silverman z Anime News Network chwaliła kreskę, ale miała mieszane uczucia odnośnie fabuły, nazywając ją „zabawną i słodką w niektórych momentach”, jednocześnie krytykując brak napięcia.